# Sesto Calende
Sesto Calende é uma comuna italiana da região da Lombardia, província de Varese, com cerca de 9.806 habitantes. Estende-se por uma área de 23 km², tendo uma densidade populacional de 426 hab/km². Faz fronteira com Angera, Cadrezzate, Castelletto sopra Ticino (NO), Comabbio, Dormelletto (NO), Golasecca, Mercallo, Osmate, Taino, Vergiate.

## Demografia
| Variação demográfica do município entre 1861 e 2011                               |
|                                                                                   |
| Fonte: Istituto Nazionale di Statistica (ISTAT) - Elaboração gráfica da Wikipedia |